# European River Information Services
European River Information Services (EuRIS) ist ein europäischer Online-Binnenschifffahrtsinformationsdienst.
Vor der Freischaltung der Portals im Herbst 2022 musste die Binnenschifffahrt zahlreiche Webseiten und andere Informationsquellen aufsuchen, um alle wichtigen Daten zur Reiseplanung zu erhalten, insbesondere bei grenzüberschreitenden Fahrten. EuRIS bietet jetzt alle relevanten Wasserstraßen- und Verkehrsinformationen durch die Kombination der Daten aus 13 Staaten in einem Portal.
EuRIS deckt das verbundene europäische Hauptnetz der Binnenschifffahrtsstraßen ab, insbesondere die Wasserstraßen Rhein, Donau, Elbe, Mosel, Dünkirchen–Schelde, Amsterdam–Antwerpen–Lüttich, Amsterdam–Antwerpen–Brüssel und weitere.
An dem gemeinsam entworfenen und grenzübergreifenden Portal sind Belgien, Bulgarien, Deutschland, Frankreich, Kroatien, Luxemburg, Niederlande, Österreich, Rumänien, Serbien, Slowakei, Tschechien und Ungarn beteiligt. Diese Partnerschaft will anhand der Bedürfnisse und Wünsche der Nutzer das Portal weiterentwickeln.